# Wiesław Adam Berger
Wiesław Adam Berger (ur. 6 czerwca 1926 w Ostrawie-Przywóz, ówczesna Czechosłowacja, zm. 15 stycznia 1998 w Ostrawie) – polski prozaik, z zawodu elektryk, pracownik teatru w Ostrawie.
Ukończył szkołę średnią w Czeskim Cieszynie. W okresie okupacji przebywał na robotach przymusowych w III Rzeszy. W latach 90. był członkiem Stowarzyszenia Pisarzy Polskich Oddział Katowice.

## Wybrana twórczość
- Świerszcze w głowie (opowiadania)
- Zmysły (opowiadania)
- Idę. Concorde (opowiadania)
- Most nad Łucyną (opowiadania)
- Okay (powieść)
- Za Późno  (powieść)